# Tubokarto
Tubokarto is een bestuurslaag in het regentschap Wonogiri van de provincie Midden-Java, Indonesië. Tubokarto telt 3391 inwoners (volkstelling 2010).